# Pendolo di Newton

Animazione del pendolo di Newton, che non rispecchia i movimenti delle sferette del pendolo di Newton reale, sopra una copia del volume della sua opera Principia Mathematica

Il pendolo di Newton è un particolare pendolo, composto di varie sferette (di solito cinque), che viene tipicamente usato per illustrare le leggi di conservazione della quantità di moto e dell'energia, proprie della meccanica newtoniana.

## Descrizione
Il pendolo di Newton è costituito da un insieme di sferette di acciaio di massa uguale sospese con fili a due aste di metallo orizzontali e parallele. Le sferette, a riposo, si toccano, sono alla stessa altezza e sono equidistanti dalle aste. Oggi è usato come giocattolo, soprammobile o per esperimenti fisici dimostrativi di livello di scuola elementare, media e superiore.

### Storia
Conformemente alla legge dell'eponimia di Stigler, Isaac Newton non ebbe alcun ruolo nell'ideazione di questo apparecchio, che fu costruito da Robert Hooke (con tre sfere) e da lui usato per esperimenti dimostrativi in riunioni della Royal Society del novembre 1666, sebbene una prima struttura la si deve già al fisico francese Edme Mariotte Il nome con cui è noto oggi questo pendolo risale in realtà agli anni Sessanta del XX secolo.

### Funzionamento
Il funzionamento del pendolo di Newton è caratterizzato da: energia delle sferette, velocità delle sferette e urto fra le sferette.
L’energia iniziale è quella della sferetta esterna lasciata cadere sulle altre. È data dall’altezza del punto in cui viene lasciata cadere sulle altre e dal peso della sferetta.
La velocità che inizialmente è uguale a zero, va crescendo man mano che la sferetta scende e diventa massima quando la tangente all'arco di cerchio che percorre, diventa orizzontale e urta la seconda sferetta. La velocità della sferetta moltiplicata per la sua massa caratterizza la sua quantità di moto.

L'urto può essere elastico (urto elastico) o anelastico (urto anelastico). Nel pendolo di Newton l'urto avviene con evidente emissione di suono. Ciò certifica che una parte dell'energia della prima sferetta si è trasformata in suono per cui la sferetta urtata riceve meno energia di quella posseduta dalla prima. Non essendoci conservazione dell'energia cinetica (ci sono altre perdite) l'urto fra due sferette del pendolo di Newton non può essere considerato un urto elastico. 
Se la teoria dell'urto elastico,  che trova applicazione nei gas perfetti, venisse applicato al pendolo di Newton con due sferette (Ipotesi considerata più oltre nel capitolo Teoria), per la legge di conservazione della quantità di moto tutta la quantità di moto posseduta dalla prima sferetta verrebbe trasferita alla sferetta ferma che partirebbe con la stessa velocità della sferetta che l’ha urtata. Ricadendo urterebbe la prima sferetta che completerebbe il ciclo raggiungendo la posizione di partenza, nel massimo silenzio. Ciò non ha riscontro nel pendolo di Newton.
Nel pendolo di Newton accade che l’urto avviene con emissione di suono, con attrito delle sferette e dei rispettivi fili di sospensione con l’aria, con rimbalzo di onde all’interno delle sferette, con vibrazioni spurie delle sferette (chiaramente osservabili nell'ultimo filmato), con trasmissione di vibrazioni alla struttura tramite i fili di sospensione e con altre eventuali perdite.
Tutte queste perdite sottraggono energia da quella posseduta dalla prima sferetta prima dell’urto. Ne consegue che l’urto fra due sferette del pendolo di Newton non è un urto elastico ma un urto parzialmente elastico o urto anelastico.
Ciò comporta che la quantità di moto ricevuta dalla sferetta urtata è inferiore alla quantità di moto posseduta dalla sferetta che la urta e che la velocità della sferetta urtata è inferiore a quella della sferetta che l’ha urtata.
Nel primo filmato si nota il comportamento delle due sferette e la diminuzione della elongazione delle oscillazioni man mano che le perdite consumano energia.
Per analizzare i movimenti delle sferette di un pendolo di Newton con tre sferette è utile immaginare che fra le sferette, che per costruzione si toccano, ci sia invece un lievissimo spazio, un filo d’aria. 
La prima sferetta, lasciata cadere, urta da destra la seconda e le conferisce la sua quantità di moto (al netto delle perdite) arrestandosi.
La sferetta centrale, per il tempo necessario a percorrere il piccolo spazio immaginario posto fra le sferette, possiede una certa quantità di moto Q che consiste nella sua massa m moltiplicata per la sua velocità v.
Il fatto di aver posseduto per un tempo seppur piccolo la quantità di moto Q e la velocità v, certifica che la sferetta centrale si è spostata nella direzione della quantità di moto ricevuta.
Percorso quello spazio interposto mentalmente fra le sferette, la sferetta centrale urta la terza sferetta e le conferisce, con la modalità nota, la sua quantità di moto arrestandosi. Questa, animata dalla quantità di moto e libera di spostarsi verso sinistra, parte e con il vincolo dei fili che la sostengono compie un arco di cerchio fino a esaurire l’energia cinetica.
Quando, scendendo, urta la sferetta di centro e si arresta, questa, che dal primo urto ricevuto si era spostata leggermente a sinistra, essendo a sua volta un pendolo con lo stesso periodo delle altre sferette, ha già cominciato a pendolare verso destra.
Ricevuta una certa quantità di moto dalla sferetta di sinistra, percorre il breve spazio libero (immaginario) e urta, arrestandosi, la sferetta di destra che parte con velocità più bassa della velocità della sferetta centrale verso la posizione iniziale, senza raggiungerla, per iniziare il ciclo successivo.
Il primo impercettibile spostamento (pendolamento) della sferetta centrale viene incrementato due volte ogni ciclo completo, la prima volta da destra e la seconda da sinistra.

Dopo qualche ciclo il suo pendolamento è più che evidente e aumenta sempre finché comincia a pendolare assieme alle sferette esterne man mano con minore elongazione fino all’estinzione dell’energia e quindi del movimento.
La velocità della terza sferetta, che parte verso sinistra urtata dalla sferetta centrale, non può essere uguale alla velocità della prima sferetta al momento dell’urto perché non ha ricevuto la stessa energia. Oltre le perdite occorre considerare che una parte dell’energia iniziale è servita per spostare dalla sua posizione la sferetta centrale.
Analogo ragionamento vale per la seconda metà del ciclo per cui la sferetta di destra non raggiungerebbe la posizione iniziale nemmeno se il sistema fosse privo di perdite perché parte dell’energia è stata utilizzata per incrementare gli spostamenti della sferetta centrale.
Quanto descritto appare più evidente nel terzo filmato rallentato.
La finzione di aver inserito un filo d’aria fra le sferette si giustifica nel seguente modo. 
Quando due sferette si urtano, si schiacciano nel punto di contatto e poi riprendono la forma sferica iniziale esercitando una funzione simile a quella di una molla. Lo schiacciamento e la successiva ripresa della forma sferica iniziale avviene nell’ambito delle deformazioni elastiche regolamentato dalla Legge di Hooke e richiede un certo tempo seppur piccolo.
Questo tempo è proprio il tempo impiegato dalla sferetta urtata a percorrere quello spazio immaginario interposto prima fra le sferette. In altri termini è stato inserito uno spazio immaginario fra le sferette tale per cui il tempo necessario per la sua percorrenza fosse uguale al tempo che impiegano le sferette a schiacciarsi localmente e ritornare sferiche.
Una parte dell’energia potenziale posseduta dalla prima sferetta che si trasforma in energia cinetica viene accumulata, nella fase di urto parzialmente elastico, nel momento in cui lo schiacciamento delle due sferette è massimo, in energia potenziale elastica. Quando l’energia potenziale elastica viene rilasciata e le sferette riprendono la forma sferica, si trasforma in energia cinetica nella sferetta che l’ha ricevuta.
Il terzo filmato mostra il naturale pendolamento della sferetta centrale di un pendolo a tre sferette e mette in evidenza il rafforzamento della sua oscillazione man mano che riceve impulsi di energia nella sua direzione di moto, sino al pendolamento assieme alle altre e l’arresto per esaurimento dell’energia iniziale.
Il quarto filmato mostra il comportamento con il Pendolo di Newton così com’è, con tutte le sue cinque sferette in gioco.
Conferendo la solita energia alla sferetta di destra, succede che al primo urto essa conferisce, da destra, parte della sua quantità di moto verso sinistra alla seconda sferetta, la seconda si sposta un po’ e conferisce tramite urto parzialmente elastico la sua quantità di moto alla terza, la terza si sposta un po’ e la conferisce con la modalità nota alla quarta, la quarta spostandosi un po’ la conferisce alla quinta. La quinta sferetta, animata dalla quantità di moto ricevuta, parte e compie l’oscillazione fino a raggiungere il massimo di altezza per iniziare la discesa. La seconda fase del fenomeno si svolge similmente alla prima fase e ad ogni urto la quantità di moto si riduce.
La quantità di moto e l’energia passano da una sferetta alla successiva sequenzialmente, come un’onda.
Quando la sferetta di sinistra urta le altre sferette, queste stanno già pendolando verso destra.

Le fasi successive si svolgono analogamente al pendolo a tre sferette. 
Il quinto filmato rallentato mostra, con tempi più agevoli da seguire, i movimenti delle varie sferette che si possono più facilmente analizzare e comprendere.
Eccitando sempre con la stessa energia un pendolo di Newton di commercio si ottengono tempi di estinzione dell’energia inversamente proporzionali al numero di sferette in gioco: maggiore il numero di sferette, maggiori gli urti, maggiori le perdite, minore il tempo di pendolamento.
Nel caso di un pendolo di Newton di commercio come quello usato nei filmati, con cinque sferette uguali ognuna di 11,5 mm, ognuna del peso di 6,40 g con raggio di oscillazione di 6 cm, si ha che il movimento del pendolo:
- con una sola sferetta si estingue in poco più di 7 minuti;
- con due sferette si estingue in poco più 2 minuti e mezzo;
- con tre sferette si estingue in circa 1 minuto e mezzo;
- con cinque sferette si estingue in circa 1 minuto.

### Teoria
Assumendo che l'urto sia elastico, le sferette dopo l'urto debbono avere la stessa energia cinetica, oltre che la stessa quantità di moto, che avevano prima dell'urto. 
Nel caso di due sole sferette, partendo dalle equazioni che descrivono le rispettive velocità di due particelle prima e dopo un urto elastico monodimensionale, si ha

{\displaystyle \left\{{\begin{matrix}v_{1f}={\frac {m_{1}-m_{2}}{m_{1}+m_{2}}}v_{1i}+{\frac {2m_{2}}{m_{1}+m_{2}}}v_{2i}\\\\v_{2f}={\frac {m_{2}-m_{1}}{m_{1}+m_{2}}}v_{2i}+{\frac {2m_{1}}{m_{1}+m_{2}}}v_{1i}\\\end{matrix}}\right.}

dove {\displaystyle m_{1}} e {\displaystyle m_{2}} sono le rispettive masse delle sfere coinvolte nell'urto e gli indici {\displaystyle i} ed {\displaystyle f} nelle velocità significano rispettivamente iniziale (prima dell'urto) e finale (dopo l'urto).

Nel caso in esame si pone

{\displaystyle \left\{{\begin{matrix}m_{1}=m_{2}\\v_{2i}=0\\\end{matrix}}\right.}

ottenendo

{\displaystyle \left\{{\begin{matrix}v_{1f}=0\\v_{2f}=v_{1i}\\\end{matrix}}\right.}

Risultato teorico che considera l'urto completamente elastico.
Nel pendolo di Newton reale l'urto non è elastico ma solo parzialmente elastico.
Di conseguenza l'ampiezza delle oscillazioni diminuisce velocemente.
L’animazione iniziale (con le tre sferette centrali inspiegabilmente fisse) pur catturando l’attenzione e la curiosità dei lettori, descrive un impossibile inesistente moto perpetuo.

## Curiosità
I Dream Theater hanno utilizzato il pendolo di Newton come copertina e illustrazione del loro album Octavarium, del 2005.